# Manglieu
Manglieu település Franciaországban, Puy-de-Dôme megyében. Lakosainak száma 472 fő (2022. január 1.). Manglieu Isserteaux, Saint-Babel, Sallèdes, Sauxillanges, Sugères és Aulhat-Flat községekkel határos.

## Népesség
A település népességének változása:
| Lakosok száma | 470  | 465  | 468  | 466  | 467  | 469  | 470  | 472  |
|               | 2013 | 2015 | 2017 | 2018 | 2019 | 2020 | 2021 | 2022 |